# BCN Competición
BCN Competición foi uma equipe espanhola de automobilismo que foi fundada em 2002 por Enrique Scalabroni e Jaime Pintanel. Sua sede era localizada em Barcelona. A equipe competiu na Fórmula 3000 Internacional, GP2 Series e F3000 italiana.
Na Fórmula 3000, disputou 20 corridas e obteve uma vitória, no GP de Nürburgring de 2004, conquistada pelo italiano Enrico Toccacelo, que foi o responsável pela única volta mais rápida e pole-position da história da equipe.
Em novembro de 2008, após dificuldades económicas, foi comprada pelo ex-piloto de Fórmula 1 português Tiago Monteiro, passando a chamar-se de Ocean Racing Technology.

## Galeria de imagens

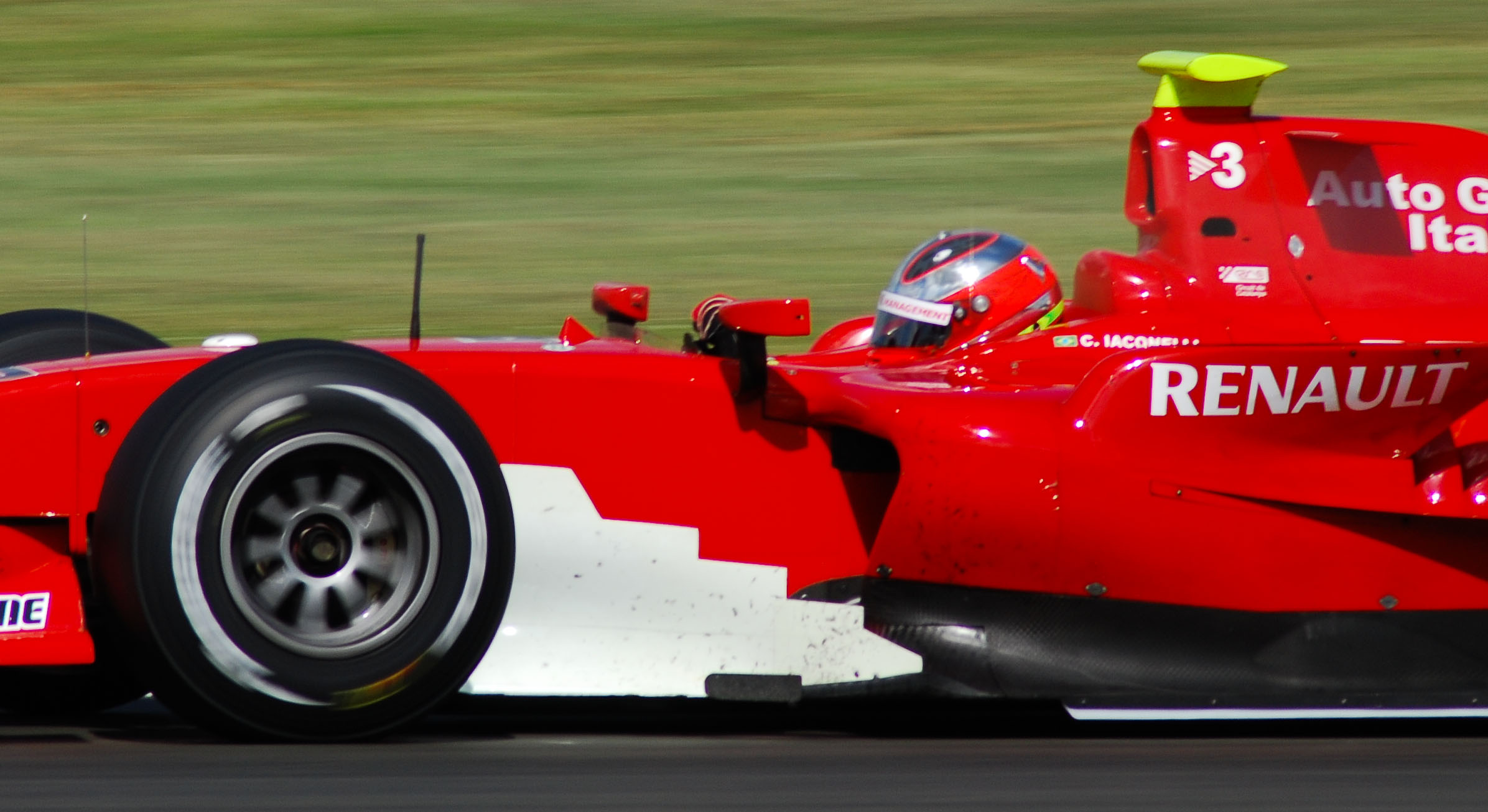
Carlos Iaconelli no GP da Inglaterra de 2008.
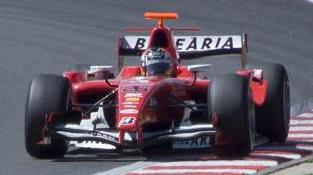
Adrián Vallés no GP da França de 2008.